# اکوا یادی
اکوا یادی یک عوارض جغرافیایی در سومالی است که در Nugal واقع شده‌است.